# PE-061
PE-061 é uma rodovia brasileira do estado de Pernambuco.
Com 10,80 quilômetros de extensão, liga o município de Sirinhaém ao distrito de Barra do Sirinhaém.